# Farsalské pole
Farsalské pole je název knihy, obsahující překlad díla, jehož autorem je Marcus Annaeus Lucanus.
Jedná se o nejvýznamnější Lukanovo dílo, nedokončený historický epos o občanské válce nazvaný Farsalia (latinsky Pharsalia nebo také Bellum civile).
Překlad byl pořízen podle francouzského vydání La guerre civile - La Pharsale (A. Bourgery, Paris 1947) s přihlédnutím k vydání M. Annaei Lucani Pharsalia (C. E. Haskins, London 1887).
K překladu Farsalského pole je připojen panegyrik Chvalozpěv na Pisona, který bývá Lucanovi také připisován. Text byl přeložen podle vydání Laus Pisonis, Arno Seel (Erlangen 1969).
Z latinských originálů přeložila a poznámkami, seznamem vlastních jmen a úvodem k Chvalozpěvu na Pisona opatřila Jana Nechutová. Předmluvu napsala Eva Kuťáková.
Knihu vydalo Nakladatelství Svoboda v roce 1976 jako 33. svazek edice Antická knihovna.